# The Divided Trail: A Native American Odyssey
The Divided Trail: A Native American Odyssey (frei übersetzt Der geteilte Weg: Eine Odyssee der amerikanischen Ureinwohner) ist ein US-amerikanischer Dokumentar-Kurzfilm von Jerry Aronson aus dem Jahr 1977, der für einen Oscar nominiert war.

## Inhalt

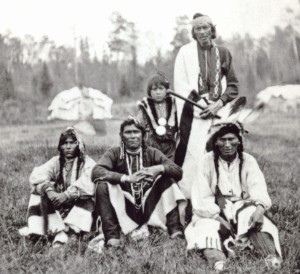
Historisches Foto einer Gruppe Chippewa-Männer vom Bad-River

Dieser Dokumentarfilm, der in einem Zeitraum von acht Jahren entstand, thematisiert die persönlichen und politischen Nöte mehrerer Chippewa-Indianer während dieser Zeitspanne. Der Film beginnt damit, dass Michael Chosa aus Wisconsin auf einer Wiese ein Feuer entfacht und zu erzählen beginnt. Nach und nach gesellen sich weitere Angehörige und Freude zu Chosa, von denen etwas später ebenfalls einige zu erzählen beginnen. Ihre Erinnerungen gehen zurück in ihre Kindheit, die geprägt war von ihrer Kultur, die heute ihr Leben nicht mehr in dem Ausmaß bestimmt. Die indianischen Familien gehören zu denen im Lande, die gerade so ihr Leben fristen können. Ihre Unterkünfte, die in einem Reservat liegen, sind spartanisch, ihr Leben von Genügsamkeit geprägt. Sie treffen immer wieder auf Schilder, die sie von bestimmten Dingen ausschließen. Gegen sie gerichtete Polizeieinsätze gehören sozusagen zu ihrem Alltag. Im Film wird mit Susan Powers eine von den Chippewas gezeigt, die gern singt und es auf die Universität geschafft hat.
Der Film konzentriert sich auf drei Anführer einer indianischen Protestbewegung, die davon erzählen, welche Ereignisse sie dazu motivierten, die öffentliche Aufmerksamkeit auf die Notlage der Indianer zu lenken, die das Reservat verlassen hatten, nachdem man ihnen das Versprechen auf Arbeit und ein besseres Leben gegeben hatte. Was sie jedoch vorfanden waren Arbeitslosigkeit, Slums und Alkoholismus.

## Produktionsnotizen, Hintergrund
Vertrieben wurde der Film, der erstmals im Oktober 1977 in den Vereinigten Staaten veröffentlicht wurde, von Phoenix Films. Verwendet werden Archivmaterial und Standbilder, um die Entstehung der indianischen Protestbewegung im Chicago in den 1970er-Jahren zu dokumentieren.
Jerry Aronson musste sich bei der Oscarverleihung 1979 Ben und Jacqueline Phillips Shedd und deren Film The Flight of the Gossamer Condor geschlagen geben, einem Film, der die Entwicklung des ersten manövrierbaren, mit reiner Menschenkraft betriebenen Fluggerätes zeigt.

## Auszeichnungen
- Oscarverleihung 1979: Nominierung für Jerry Aronson für und mit dem Film in der Kategorie „Bester Dokumentar-Kurzfilm“
- 2019 AIFA Fest: Gewinner des Artistic Achievement Awards für und mit dem Film Jerry Aronson